# ساسم أسود
ساسم أسود (الاسم العلمي:Dalbergia nigra) هو نوع من النباتات يتبع جنس الساسم من الفصيلة البقولية.